# Saint-Benoist-sur-Vanne
Saint-Benoist-sur-Vanne és un municipi francès situat al departament de l'Aube i a la regió del Gran Est. L'any 2007 tenia 237 habitants.

## Demografia

### Població
El 2007 la població de fet de Saint-Benoist-sur-Vanne era de 237 persones. Hi havia 112 famílies de les quals 40 eren unipersonals (12 homes vivint sols i 28 dones vivint soles), 32 parelles sense fills, 36 parelles amb fills i 4 famílies monoparentals amb fills.
La població ha evolucionat segons el següent gràfic:
Habitants censats

### Habitatges
El 2007 hi havia 141 habitatges, 109 eren l'habitatge principal de la família, 24 eren segones residències i 8 estaven desocupats. 140 eren cases i 1 era un apartament. Dels 109 habitatges principals, 84 estaven ocupats pels seus propietaris, 24 estaven llogats i ocupats pels llogaters i 1 estava cedit a títol gratuït; 5 tenien dues cambres, 24 en tenien tres, 29 en tenien quatre i 51 en tenien cinc o més. 90 habitatges disposaven pel capbaix d'una plaça de pàrquing. A 47 habitatges hi havia un automòbil i a 47 n'hi havia dos o més.

### Piràmide de població
La piràmide de població per edats i sexe el 2009 era:
| Homes | Edats   | Dones |
| ----- | ------- | ----- |
| 0     | 95 o +  | 4     |
| 4     | 90 a 94 | 4     |
| 0     | 85 a 89 | 8     |
| 0     | 80 a 84 | 0     |
| 8     | 75 a 79 | 12    |
| 4     | 70 a 74 | 4     |
| 16    | 65 a 69 | 12    |
| 4     | 60 a 64 | 0     |
| 4     | 55 a 59 | 0     |
| 8     | 50 a 54 | 8     |
| 4     | 45 a 49 | 8     |
| 4     | 40 a 44 | 12    |
| 8     | 35 a 39 | 4     |
| 4     | 30 a 34 | 0     |
| 12    | 25 a 29 | 4     |
| 4     | 20 a 24 | 8     |
| 4     | 15 a 19 | 0     |
| 0     | 10 a 14 | 8     |
| 0     | 5 a 9   | 0     |
| 0     | 0 a 4   | 8     |

## Economia
El 2007 la població en edat de treballar era de 133 persones, 104 eren actives i 29 eren inactives. De les 104 persones actives 93 estaven ocupades (51 homes i 42 dones) i 11 estaven aturades (3 homes i 8 dones). De les 29 persones inactives 11 estaven jubilades, 9 estaven estudiant i 9 estaven classificades com a «altres inactius».

### Ingressos
El 2009 a Saint-Benoist-sur-Vanne hi havia 106 unitats fiscals que integraven 244 persones, la mediana anual d'ingressos fiscals per persona era de 14.720 €.

### Activitats econòmiques
Dels 5 establiments que hi havia el 2007, 1 era d'una empresa alimentària, 2 d'empreses de fabricació d'altres productes industrials, 1 d'una empresa financera i 1 d'una empresa immobiliària.
L'únic servei als particulars que hi havia el 2009 era un taller de reparació d'automòbils i de material agrícola.
L'any 2000 a Saint-Benoist-sur-Vanne hi havia 8 explotacions agrícoles que ocupaven un total de 1.200 hectàrees.

## Equipaments sanitaris i escolars
El 2009 hi havia una escola elemental integrada dins d'un grup escolar amb les comunes properes formant una escola dispersa.

## Poblacions més properes
El següent diagrama mostra les poblacions més properes.